# Марион Дедић
Марион Дедић (СР Немачка, 1976) српска је сликарка.
На ликовну сцену Србије ступила још као студент сликарства на Факултету ликовних уметности у Београду, на коме је дипломирала 2005. године у класи проф. Зорана Вуковића. Члан је УЛУС-а од 2009. године. Ствара у статусу самосталног уметника. Реализовала је већи број самосталних изложби и учествовала на бројним колективним изложбама у Србији и иностранству. Носилац је неколико признања и награда за ликовно стваралаштво.

## Живот и каријера
Рођена је 23. маја 1976. године у СР Немачкој. На Факултету ликовних уметности у Београду дипломирала је сликарство 2005. године у класи проф. Зорана Вуковића. Члан је УЛУС-а од 2009. године.
Током 2003. и 2004. Марион Дедић је била спољни сарадник на рестаурацији и конзервацији камене фасаде Манастира Студеница, у организацији Републичког Завода за заштиту споменика културе.
Од 2014. године програмски сарадник је Центра за културу Гроцка. У оквиру ликовног програма и потреба установе при реализацији изложби: ради поставке изложби и пише ауторске текстове за каталог радова уметника који излажу у Центру за културу Гроцка.
Од 2015. ангажована је на осмишљавању и вођењу Ликовне радионице за децу и омладину „Ликовна авантура” и „Ликовно путовање”, Центра за културу Гроцка. Сарадња  Марион Дедић са ЦКГ је још увек у току.
Живи и ради у Гроцкој, Београд. Своја ликовна дела ствара у статусу самосталног уметника.

## Уметничко стваралаштво
Марион Дедић је уметница која спада међу оне који нису искључиво опредељени за једну тему, већ паралелно ради на више различитих тема, у више различитих смерова, како тематски, тако и технички непрестано истражујући вишезначењски појам тишине, којом повезује тренутно духовно стање са чистом ликовношћу, или како уметница каже за своју ликовност:
| „ | ...у слици је акценат на боји, сукобу експресивног, гестуалног и мирног, теме су претежно везане за природу. У цртежу је углавном доминантна монохромија, мање је геста, више усредсређености, смирености, а тема углавном везана за животиње. Оне су приказане из мало другачијих углова, који врло често у свакодневном животу измичу посматрачу, јер ни не обраћа пажњу на њих. Такође, на неким цртежима из тих наизглед необичних кадрова, објекти полако, из малих метморфоза прелазе чак и у апстракцију. | ” |

Њен ликовни језик у целини представља визуелизацију једне идеје, својеврсно емоционално чишћење које се одвија у складу и хармонији свих ликовних елемента заснованих на невидљивом контакт са посматрачем. При томе уметница вешто користи различити цртачки материјал и поступке којима настоји да омогући живим, динамичним линијама да дођу до изражаја и испуне јасно дефинисане облике у експресивном заносу.
| „ | Користећи импулсивне потезе, у колоплету танких, црних линија унутар форме Марион Дедић негује рафиниран ликовни језик наглашавајући снагу самог ставалачког процеса. Употреба боје је свесно редуцирана готово до монохромног нивоа истичући јасан, софистициран линеарни језик у први план. | ” |

Дела Марион Дедић су: ...заустављена у свету магичног спокоја кроз њен визуелни исказ који везују за јасно дефинисану, асоцијативну органску форму која својом топлином и тактилношћу наговештава различите емоције. То се најбоље уочава: у мотивима  домаћих животиња (пас и свиња) на њеним делима, које дремају склупчане у мирној, стишаној атмосфери ослобођене сваке наративности, својом појавношћу постављају загонетне симболичне кодове за размишљања на нов, трагалачки начин. Тиме уметница кроз сигуран ликовни рукопис, и идејно заокружен концепт заправо преиспитује човеков однос према његовим пратиоцима у животу и ланцу исхране, али и према понуди актуелне уметничке сцене.
Уметница се у свом ликовном стваралаштву према речима историчара уметности Радмиле Костић
| „ | ...креће у просторима загонетне ликовне игре сугеришући магичне релације које поседују скривена, симболична значења. Постижући чудесну атмосферу фокусира се на сам тренутак заустављен у времену и простору пронашавши пут до суштине бића кроз личне, тајновите системе. Путем асоцијативних и симболичних облика дефинише сопствене ставове и идеје подстичући на размишљање на нов, пре свега, креативан начин. | ” |

Сигуран ликовни рукопис и идејно заокружен концепт преиспитује човеков однос према пратиоцима у животу и ланцу исхране, али и према понуди актуелне уметничке сцене.

## Ликовне радионице
- 2015. — Показна ликовна радионица „Стари и традиционални занати—очување и одржање”, Центар за културу Гроцка
- 2015. — Позоришна радионица и градионица сцене, у организацији Центра за културу Гроцка
- 2015. — „Ликовна авантура 2015”, Центар за културу Гроцка
- 2016. — „Ликовно путовање 2016”, Центар за културу Гроцка
- 2017. — „Ликовно путовање 2017”  Центра за културу Гроцка.[5]
- 2018. — „Ликовно путовање 2018”, Центар за културу Гроцка
- 2019. — „Ликовно путовање 2019”, Центар за културу Гроцка
- 2020. — „Ликовно путовање 2020”, Центар за културу Гроцка, која је још увек у току.

Радионице мурала
- 2016. — „Осликајмо за децу” – одељење педијатрије за болесну децу Дома здравља „Гроцка” у Гроцкој – Центар за културу Гроцка, Секретаријат за спорт и омладину
- 2017. — „Природа и орнаменти” – у ОШ „Илија Гарашанин”, Гроцка - подручно одељење у Заклопачи, у организацији Центра за културу Гроцка, Секретаријат за спорт и омладину
- 2017. — „Причамо бојама – осликајмо за децу”, Дом здравља „Гроцка” - педијатријско одељење амбуланте у Калуђерици - Центар за културу Гроцка, Секретаријат за спорт и омладину.
- 2018. — Mурал осликан у атријуму основне школе „Илија Гарашанин“ у Гроцкој, у оквиру европског међународног пројекта Еразмус+ „WomCom – Women’s Communication for Solidarity“ (Женска комуникација за солидарност), носилац и координатор пројекта Центар за културу Гроцка

Дани европске баштине
2015, 2016, 2017, 2018, 2019. —  више година узастопно Ликовна радионица у оквиру рада установе Центра за културу Гроцка узимала је учешће у манифестацији  „Дани европске баштине“, као и учешће у вишебројним дечјим ликовним конкурсима широм Србије са запаженим резултатима.
У оквиру манифестације „Дани европске баштине”, под руководсвом Марион Дедић, а у организацији Центра за културу Гроцка, ученици трећег разреда који у оквиру предмета Народна традиција обрађују тему стари занати, имали су прилике да се ближе упознају са ликовним мотивима, орнаментима и шарама одевних предмета и предмета свакодневне намене, и њиховим значењима.

## Самосталне изложбе
| Година | Место одржавања и назив изложбе |
| ------ | --- |
| 2009.  | - Земун, Галерија „Икар”, У потрази за изгубљеним оптимизмом - Београд, Галерија СУЛУЈ Београд Слике - Панчево, Кафе Галерија, Изложба слика |
| 2011.  | - Смедерево, Културни Центар, Изложба слика |
| 2014.  | - Гроцка, Галеријски простор Центра за културу Гроцка, Говор орнамента |
| 2015.  | - Футог, КИЦ „Говор орнамента” |
| 2016.  | - Нови Сад, Ликовни салон Културног центра Новог Сада, Изложба цртежа - Београд, Центар за културу Раковица, Магична сазвежђа тишине - Пирот, Галерија „Чедомир Крстић” Пирот, Изложба цртежа - Земун, Уметничка галерија Стара Капетанија, Цртежи. |
| 2017.  | - Горњи Милановац, Галерија Културног центра Горњег Милановца, Изложба цртежа. - Ниш, ГСЛУ Ниш, Павиљон у Тврђави, Изложба цртежа. - Велика Плана, Галерија Центра за културу „Масука”, Изложба цртежа                                              |
| 2018.  | - Београд, Галерија СУЛУЈ Београд Аутопсија дисања. |
| 2019.  | - Изложба цртежа, Галерија савремене уметности, Кучево. - Изложба цртежа, Галерија градске библиотеке Атријум, Београд. - Изложба цртежа, Галерија Меандер, Апатин.                                                                                 |
| 2020.  | - Изложба у припреми - Кућа Војновића, Галерија културног Центра Инђија |

## Одабране колективне изложбе
| Година | Место одржавања и назив изложбе |
| ------ | --- |
| 2000.  | - XXIX Изложба цртежа и мале пластике студената ФЛУ, Дом омладине Београд |
| 2001.  | - XXX Изложба цртежа и мале пластике студената ФЛУ, Дом омладине Београд |
| 2009.  | - Нови чланови УЛУС-а, Уметнички Павиљон Цвијета Зузорић, Београд - Јесења изложба, Уметнички Павиљон Цвијета Зузорић, Београд - 45. Златно перо, 10. међународни бијенале илустрације, Уметнички Павиљон Цвијета Зузорић, Београд |
| 2009.  | - 46. Златно перо, 11. међународни бијенале илустрације, Уметнички Павиљон Цвијета Зузорић, Београд |
| 2012.  | - Нишки цртеж Идентитети, Галерија Србија, Павиљон у тврђави, Ниш - I Београдско тријенале цртежа и мале пластике, Уметнички Павиљон Цвијета Зузорић, Београд |
| 2013.  | - 47. Златно перо, 12. међународни бијенале уметности, Уметнички Павиљон Цвијета Зузорић, Београд - I Интернационални салон графике, Краљево - VI Интернационални бијенале пастела, Галерија савремене уметности, Nowy Sacz, Пољска - Пролећна изложба, Уметнички Павиљон Цвијета Зузорић, Београд - XI Међународна изложба Жене сликари, Центар за културу Мајданпек (похвала жирија за дигитал арт - Изложба „Занимљива геометрија” – радови ученика Школе за дизајн – Одсек текстила, Културни центар Београд. |
| 2014.  | - Selection of 50 works of The 6th International Biennial Pastel Exhibition-Nowy Sacz, Poland in Centrum Kultury, Trencin, Slovakia - Selection of 50 works of The 6th International Biennial Pastel Exhibition-Nowy Sacz, Poland in Centrum Kultury, Trencin, Lviv in Ukraine |
| 2015.  | - Друго Београдско тријенале цртежа и мале пластике, Уметнички павиљон Цвијета Зузорић, Београд |
| 2016.  | - XIV међународна изложба Жене сликари, Центр за културу Мајданпек (добитник прве награде за цртеж) - 1st International Mail-art biennial of NKU, Турска - 23. Ликовни салон, Центар за културу, Масука, Велика Плана (похвала жирија за цртеж) |
| 2017.  | - 49. Златно перо, 14. Међународни бијенале илустрације, Галерија Прогрес, Београд |
| 2018.  | - Пролећна изложба УЛУС-а, Уметнички павиљон Цвијета Зузорић, Београд - Пролећна изложба УЛУС-а, Музеј Херцеговине Требиње, Република Српска, БиХ - 3. Тријеналe цртежa и малe пластикe, Уметнички павиљон Цвијета Зузорић, Београд - 1. Међународно бијенале дела на папиру АРТИЈА, Галерија Мостови Балкана, Крагујевац - 19. Пролећни ликовни салон, Галерија Културног центра "Масука", Велика Плана - 16. Међународна изложба „Женe сликари", Културни центар Мајданпек - 2. Међународни бијенале радова на папиру, Музеј Козаре Приједор у Приједору, Република Српска, БиХ - Београд - град у коме стварам, Галерија „Сингидунум“, Београд - 32. Октобарски ликовни салон, Културни центар Ковин |
| 2019.  | - 7. Mеђународни бијенале пастелa - Нови Сацз, Пољска. - Јесења изложба УЛУС-а, Уметнички павиљон Цвијета Зузорић, Београд - Минијатура 4, Мала галерија УЛУПУДС-а (Удружење уметника примењене уметности и уметника Србије), Београд - Пролећна изложба УЛУС-а, Уметнички павиљон Цвијета Зузорић, Београд - Београд - град у коме стварам, Мала галерија Дома Војске Србије, Београд |
| 2020.  | - 15. Међународни бијенале минијатуре Горњи Милановац - Пролећна изложба УЛУС-а, Уметнички павиљон Цвијета Зузорић, Београд - 21. Пролећни ликовни салон, Галерија Културног центра "Масука", Велика Плана |

## Признања
- 2013. — Похвале жирија за дигитал арт – XI Међународна изложба Жене сликари, Центар за културу Мајданпек;
- 2016. — Награде за цртеж – XIV Међународна изложба Жене сликари, Центар за културу Мајданпек;
- 2016. — Похвала уметничког савета за цртеж - XXIII Јесењи ликовни салон, Велика Плана.
- 2016. — Прва награда за цртеж - XIV међународна изложба Жене сликари, Центар за културу Мајданпек